# Cirolana sulcaticauda
Cirolana sulcaticauda là một loài chân đều trong họ Cirolanidae. Loài này được Stebbing miêu tả khoa học năm 1904.